# Chalèze
Chalèze – miejscowość i gmina we Francji, w regionie Burgundia-Franche-Comté, w departamencie Doubs.
Według danych na rok 1990 gminę zamieszkiwało 379 osób, a gęstość zaludnienia wynosiła 67 osób/km² (wśród 1786 gmin Franche-Comté Chalèze plasuje się na 391. miejscu pod względem liczby ludności, natomiast pod względem powierzchni na miejscu 751.).